# Perdita eximia
Perdita eximia är en biart som beskrevs av Timberlake 1964. Perdita eximia ingår i släktet Perdita och familjen grävbin. Inga underarter finns listade i Catalogue of Life.